# Walther Heide
Walther Alexander Heide, seltener auch Walter Heide geschrieben, (* 23. April 1894 in Iserlohn; † seit 1945 verschollen) war ein deutscher Zeitungswissenschaftler und Staatsbeamter.

## Leben und Wirken

### Jugend, Ausbildung und Erster Weltkrieg (1894 bis 1920)
Heide war ein Sohn des Volksschuldirektors und Sozialpolitikers Heinrich Heide und seiner Ehefrau Wilhelmine Knoche. Nach dem Besuch des Gymnasiums, das er mit dem Abitur abschloss, studierte Heide Geschichte, Germanistik, Philosophie und Volkswirtschaft in Berlin, Marburg und Münster. Später nahm er am Ersten Weltkrieg teil. Er wurde fünfmal schwer verwundet. Er wurde zum Oberleutnant befördert und erhielt hohe Auszeichnungen. Nach dem Krieg, aus dem er als Schwerverwundeter heimkehrte, absolvierte er ein Volontariat bei der Stadtbibliothek Dortmund. 1920 promovierte er bei Aloys Meister in Münster mit einer Arbeit über sozialpolitische Fragen der Stadt Dortmund aus der Zeit bis zur Mitte des 17. Jahrhunderts zum Dr. phil. Im selben Jahr heiratete er in Münster die Fabrikbesitzertochter Margarethe Busch (1882–1963). Aus der Ehe gingen zwei Söhne und zwei Töchter hervor.

### Weimarer Republik (1920 bis 1933)
Nach dem Abschluss seiner Studien wurde Heide Leiter einer Korrespondenz für Außenpolitik. Von 1921 bis 1922 amtierte er als Chefredakteur des Pressedienstes des Volksbundes „Rettet die Ehre“ in Bremen. Daneben trat er durch einige Flugschriften zu tagespolitischen Fragen hervor. Insbesondere wandte er sich publizistisch gegen die französische Ruhrbesetzung. Politisch gehörte Heide der Deutschen Volkspartei (DVP) an, mit deren Vorsitzenden Gustav Stresemann er persönlich befreundet war.
1923 trat Heide in den Dienst der Vereinigten Presseabteilung der Reichsregierung und des Auswärtigen Amtes. Von dieser wurde er zunächst in der Landesabteilung Hannover der Reichszentrale für Heimatdienst eingesetzt. 1927 wurde er erst Leiter der hannoverschen Zweigstelle des Heimatdienstes, bevor er im selben Jahr in die Berliner Zentrale der Presseabteilung wechselte, die damals organisatorisch (aber nicht räumlich) im Auswärtigen Amt untergebracht war. In der Presseabteilung wurde er stellvertretender Referatsleiter für Innere und auswärtige Politik. 1929 wurde er dort zum Oberregierungsrat befördert. Im Juni 1932 wurde Heide als Nachfolger von Hermann Katzenberger zum Leiter des Referates I (Inlandsreferat) der Presseabteilung ernannt. Nach der Amtsenthebung der Preußischen Landesregierung durch die Reichsregierung von Papen im Zuge des sogenannten Preußenschlages wurde außerdem die Pressestelle im Preußischen Staatsministerium dem Inlandsreferat und damit der Kontrolle Heides eingegliedert. Zu den bedeutenden Mitarbeitern Heides im Imlandreferat zählten unter anderem der liberale Publizist Werner Stephan und der konservative Nachrichtendienstler Herbert von Bose. Haacke zufolge versuchte Heide vergeblich den Reichspräsidenten Paul von Hindenburg gegen wachsende nationalsozialistische Einflüsse abzuschirmen.
Ebenfalls laut Haacke wurde Heide 1932 zum stellvertretenden Reichspressechef ernannt. Andere Quellen geben demgegenüber eine Ernennung in dieses Amt erst im Jahr 1933, nach dem Amtsantritt der Regierung Hitler, an. Fest steht jedenfalls, dass Heide bereits einige Tage vor der Berufung des Kabinetts Hitler Januar 1933 zum Vortragenden Legationsrat (A15) ernannt wurde.

### Zeit des Nationalsozialismus (1933 bis 1945)
Nach der Machtergreifung der Nationalsozialisten amtierte Heide noch bis zu seinem Ausscheiden aus der Presseabteilung am 31. Mai 1933 als Stellvertreter von Walther Funk als stellvertretender Reichspressechef. In dieser Eigenschaft vertrat er die Reichsregierung in den Verwaltungsräten der zeitungswissenschaftlichen Institute in Berlin und Heidelberg. Als die Presseabteilung der Reichsregierung im Frühjahr 1933 von den Nationalsozialisten aus ihrem bisherigen Geschäftsbereich im Auswärtigen Amt herausgelöst und als Abteilung IV (Presse) in das neugeschaffene Propagandaministerium eingegliedert wurde, organisierte Heide diesen administrativen Transfer.
Im Sommer 1933 wurde Heide für „Sonderaufgaben auf dem Gebiet der Presse“ von seinen Ministeriumstätigkeiten freigestellt. Er übernahm stattdessen die hauptberufliche Organisation der Zeitungswissenschaft. Außerdem leitete er als „Kurator“ der Auslandspresse das sogenannte Auslandspressebüro. Dies war eine von der Reichsregierung gegründete Gesellschaft, die medienrelevante Auslandsaufgaben durchführte deren unmittelbare Erfüllung durch Reichsbehörden aus politischen Gründen nicht geboten erschien. Praktisch versorgte das Auslandspressebüro die deutschsprachige Presse im Ausland mit Artikeln und Nachrichten und trug gleichzeitig Informationen aus dem Ausland für Reichsbehörden zusammen. Einerseits kamen in diesem Büro auch dem Regime missliebige Journalisten unter, anderseits diente es letztlich der Vorbereitung der aggressiven Außenpolitik der Hitler-Regierung. Nach dem Krieg wurde deswegen auch kritisch über die Politik des von Heide – der in der Literatur sonst überwiegend als konservativer NS-Skeptiker figuriert – geleiteten Auslandspressebüros als Instrument der nationalsozialistischen Eroberungspolitik geurteilt, dass dieses beispielsweise im Falle der Tschechoslowakei als „getarnte Dienststelle des Propagandaministeriums […] [jahrelang] Geheimaufträge in der Tschechoslowakei durchgeführt und durch die von ihm geleiteten weiteren getarnten Büros Aufklärungsarbeit geleistet“ habe.
Am 22. Juni 1933 wurde Heide ferner auf der ersten Tagung des von ihm selbst ins Leben gerufenen und organisierten Verbandes für Zeitungswissenschaft (DZV) zum Präsidenten dieser Körperschaft gewählt. In dieser Eigenschaft war er faktisch mit der Gleichschaltung der organisierten zeitungswissenschaftlichen Forschung befasst.
Im Mai 1933 verliehen die Nationalsozialisten Heide eine Honorarprofessur für Zeitungswissenschaft an der Technischen Hochschule Berlin. Siegert zufolge ging es bei dieser allerdings eher um die Titelverleihung als um den Aufbau eines laufenden wissenschaftlichen Betriebs. Erst im Mai 1942 wurde auf Betreiben Heides das 1939 initiierte Institut für Zeitungswissenschaft an der Universität Wien begründet. Daneben war er Mitglied des Präsidialrats der Reichspressekammer und seit 1935 Mitglied des Reichskultursenats. Am 28. Oktober 1937 beantragte Heide die Aufnahme in die NSDAP und wurde zum 1. Dezember desselben Jahres aufgenommen (Mitgliedsnummer 4.789.454).
Nach der Eroberung Berlins durch die Rote Armee im April/Mai 1945 wurde Heide im September (NDB) oder am 29. November (Hachmeister) 1945 bei Berlin von sowjetischer Militärpolizei festgenommen. Seitdem gilt er als vermisst. Am 22. November 1957 wurde er durch das Amtsgericht Berlin-Tiergarten amtlich für tot erklärt.

### Heides Rolle bei der Entwicklung der Zeitungswissenschaft
Im Wintersemester 1923/1924 trat Heide erstmals als Dozent auf, als er an der Technischen Hochschule Hannover Vorlesungen über Pressefragen hielt. Zu dieser Zeit begann er sich verstärkt mit Propaganda und insbesondere mit dem Medium Zeitung zu befassen, das er als zentrales Instrument zur Erreichung des Sieges in innenpolitischen wie auch internationalen Auseinandersetzung identifizierte: Als entscheidende Komponente des alliierten Sieges über das Deutsche Reich im Ersten Weltkrieg erblickte er die Überlegenheit der Propaganda der Westmächte gegenüber der des Reiches – insbesondere die Northcliffe-Presse –, der es gelungen sei, die Weltmeinung binnen kurzer Zeit zugunsten der Alliierten und gegen die Sache der Mittelmächte einzunehmen. Ähnlich deutet er die französische Ruhrgebietsbesetzung, bei der die Überlegenheit des französischen Meinungsbildungs-Apparates gegenüber dem deutschen verantwortlich dafür gewesen sei, dass Frankreich in diesem Konflikt den Sieg um die für die Besatzungs- und Reparationspolitik entscheidenden Sympathien in den Vereinigten Staaten errungen habe.
Seine Ideen konsequent weiterverfolgend gehörte Heide in den 1920er Jahren neben Josef März zu den Begründern der Zeitungswissenschaft als einer eigenständigen wissenschaftlichen Disziplin. Zur Beförderung ihrer Disziplin rief Heide 1926 zusammen mit seinem Freund Karl d’Ester die Zeitschrift Zeitungswissenschaft ins Leben, die sich als erstes Fachorgan ihrer Richtung der internationalen Zeitungsforschung widmete. Das Organ erschien knapp zwanzig Jahre lang, bis 1944, als Monatsschrift. Geleitet von dem Credo „Von der Zeitung kommen wir, bei der Zeitung bleiben wir“ – und wohl auch motiviert von der Sorge um den Verlust seines Ranges als überragender Figur seines Forschungszweiges – wandte Heide sich in den folgenden zwanzig Jahren energisch gegen eine Ausdehnung der Zeitungswissenschaft zu einem Fachbereich „Publikationswissenschaft“.
Unter dem Druck des totalitären Regimes der NS-Zeit leistete Heide, der Einschätzung Haackes zufolge, für sein Fach viel Gutes: So waren ein Lehrstuhl in München, eine Dozentur in Freiburg im Breisgau und das erwähnte, 1939 geschaffene und 1942 verwirklichte, Institut in Wien seiner Initiative zu verdanken. Sein Amt als Präsident des Zeitungswissenschaftlichen Verbandes soll er genutzt haben, um den Nachwuchs vor Fanatikern zu schützen. Als Beispiel für die Zivilcourage Heides führt Haacke die Begebenheit an, dass dieser das von ihm als Herausgeber betreute Handbuch der Zeitungswissenschaft mitten im Erscheinen des Beitrages „Kommunistische Presse“ als wissenschaftlich aussichtslos geworden abbrechen ließ, als die Vorzensur durch das Reichssicherheitshauptamt und das Propagandaministerium ihm und seinen Mitarbeitern als Gängelei unerträglich wurden.

## Schriften
- Soziale Zustände und Sozialpolitik bis zur Mitte des 17. Jahrhunderts, s. l. 1920 (Dissertation)
- Deutschlands „Verletzungen“ des Völkerrechts im Urteil feindlicher und neutraler Stimmen... (= Bd. 6 von Flugschriften des Anker), Berlin 1922.
- Wieder empor! Ein Wegweiser für das deutsche Volk, 1922. (Herausgeber)
- Internationale Verurteilung des Versailler Vertrages, 1923.
- Französische Ruhrpropaganda, Bielefeld 1923.
- Forschungsberichte zur Geschichte des Pressewesens, Leipzig 1924.
- Zeitungswissenschaft. Monatsschrift für internationale Zeitungsforschung, 19. Jgg., 1926–1944.
- Zeitungs-Sammlungen und Sammelstellen in Deutschland. Eine inhaltliche und bibliothekstechnische Übersicht, Berlin 1928.
- Diplomatie und Presse. Vortrag, Köln 1930.
- Diplomat und Journalist. In: Zeitungs-Verlag 31. Jg. Nr. 32, 9. August 1930, S. 1285–1288 (Volltext bei Anno)
- Die älteste gedruckte Zeitung, Mainz 1931.
- Staat und Presse. In: Zeitungs-Verlag 33. Jg., Nr. 51, 17. Dezember 1932, S. 870–871 (Volltext bei Anno)
- Handbuch der deutschsprachigen Zeitungen im Ausland, 2. Bde., Essen 1935. (2. Auflage 1940) (Herausgeber, zusammen mit A. Gildemeister)
- Wie studiere ich Zeitungswissenschaft?, Essen 1938. (3. Auflage 1943)
- Wo erschien die älteste gedruckte Zeitung?, Essen 1940.
- Wegweiser durch das Studium der Zeitungswissenschaft, 1943.
- Die Zukunft der deutschen Zeitungswissenschaft, s. l. 1941.
- Die Bedeutung Schlesiens für die Entwicklung der deutschen Presse- und Nachrichtenpolitik. Festvortrag zum 200-jährigen Bestehen der „Schlesischen Zeitung“ am 3. Januar 1942, Breslau 1942.
- Jugend und Presse. Kommunistische Presse, 1943.
- Wie studiere ich Zeitungswissenschaft? Essen, 1943.